# Xã Windsor, Quận Stutsman, Bắc Dakota
Xã Windsor (tiếng Anh: Windsor Township) là một xã thuộc quận Stutsman, tiểu bang Bắc Dakota, Hoa Kỳ. Năm 2010, dân số của xã này là 59 người.